# Aonidiella marginipora
Aonidiella marginipora är en insektsart som beskrevs av Mckenzie 1946. Aonidiella marginipora ingår i släktet Aonidiella och familjen pansarsköldlöss. Inga underarter finns listade i Catalogue of Life.